# Jón Sigurðsson
Jón Sigurðsson (17 de junho de 1811 – 7 de dezembro de 1879) foi um político islandês, líder do movimento de independência islandês.